# Bobowa

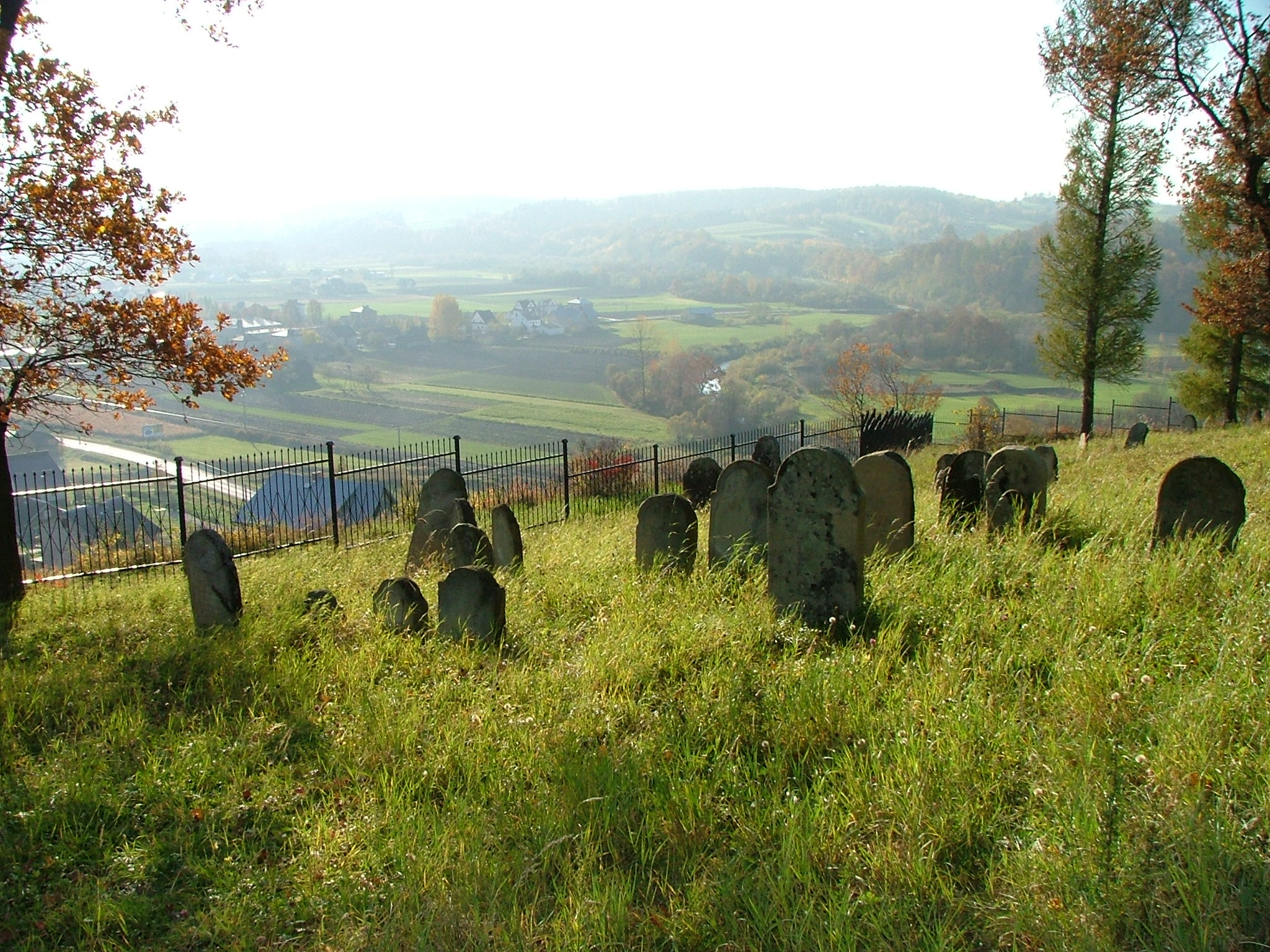
El cementerio judío de Bobowa

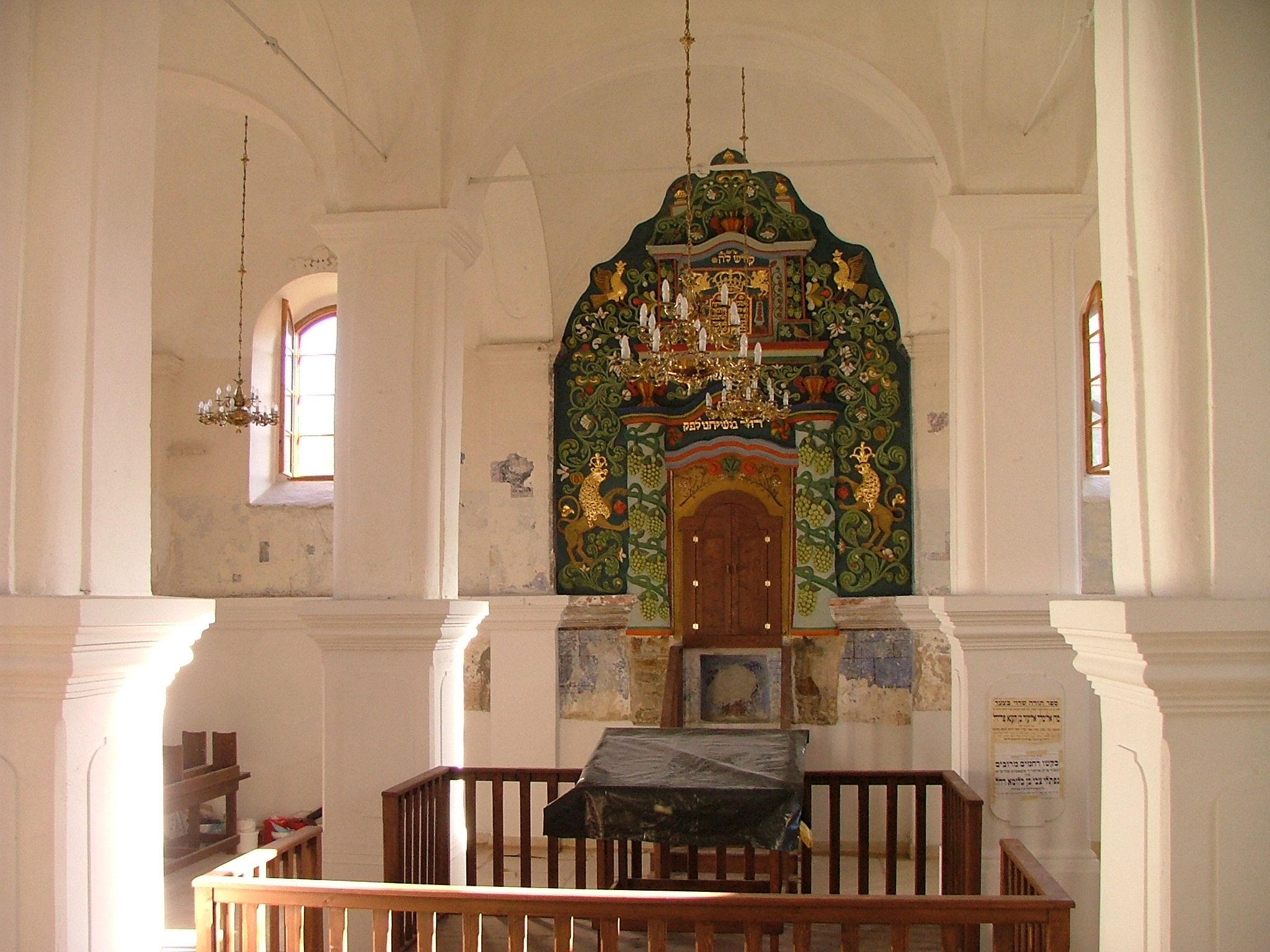
Vista del interior de la Sinagoga de Bobowa.

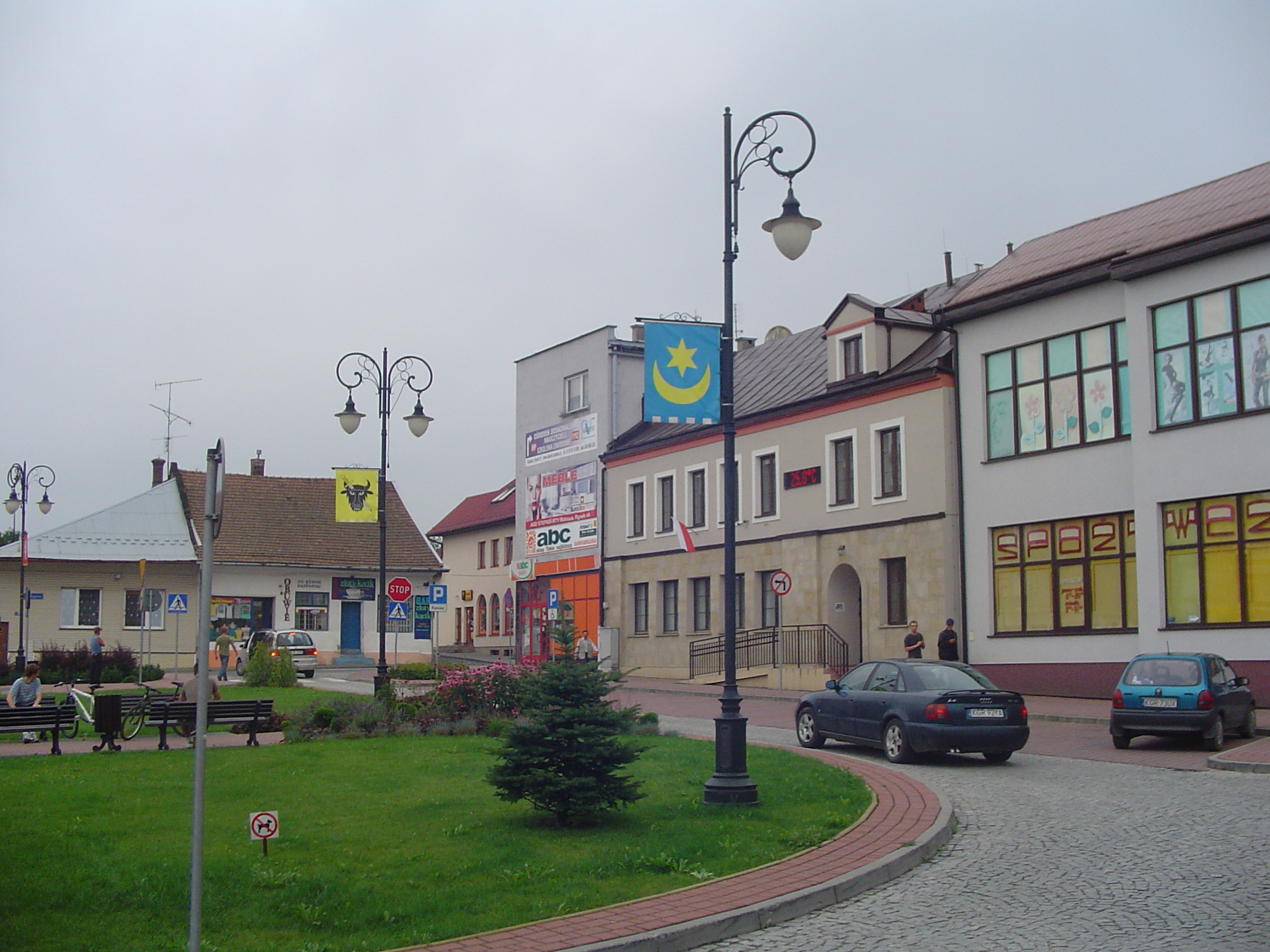
Plaza del pueblo en Bobowa.

Bobowa es un pueblo ubicado en la región de Galitzia en el sur de Polonia, que pertenece administrativamente a la provincia de la Pequeña Polonia, y que está situado a unos 18 kilómetros al noreste de la localidad de Nowy Sącz.
El pueblo disponía antes la Segunda Guerra Mundial de una Yeshivá, un edificio célebre por el hecho de estar cerca de un centro histórico del judaísmo jasídico, movimiento místico judío, creado por el Rabino Israel ben Eliezer, más conocido como Baal Shem Tov. En el pueblo de Bobowa nació la dinastía jasídica de Bobov. 
En el año 1900 la comunidad judía de Bobowa contaba con unas 749 personas. Durante la Segunda Guerra Mundial, Bobowa resultó ser un punto de concentración, donde los judíos de toda la región y de los alrededores, fueron concentrados y aprisionados, antes de ser masacrados.
Después de la guerra, el Rebbe Shlomo Halberstam (1907-2 de agosto de 2000) re-construyó la dinastía jasídica de Bobov en América. Shlomo Halberstam, era el hijo del rabino Ben Zion Halberstam (1874-1941), que murió durante la Shoá. La dinastía Bobov, se instaló inicialmente en el barrio de Boro Park en el borough de Brooklyn (Nueva York), la dinastía Bobov está presente actualmente en el barrio de Williamsburg (Brooklyn), en el pueblo de Monsey (Estado de Nueva York), en Miami, en Montreal, en Toronto, en Amberes, en Londres y en Eretz Israel.
Entre las atracciones turísticas del pueblo de Bobowa, está la Iglesia de Todos los Santos, que fue construida en el siglo XIV, y la Iglesia de Santa Sofía, que fue construida a finales del siglo XV.
- Datos: Q2341034
- Multimedia: Bobowa / Q2341034